# 拉凱 (密蘇里州)
拉凱（英語：Laquey）是位於美國密蘇里州普瓦斯基縣的非建制地區。

## 歷史
拉凱的郵局自1899年營運至今。

## 地理
拉凱所處的海拔為高於海平面323米（即1060英呎），而該地所採用的時區為UTC-6，即北美中部時區（CST）。同時該地設有夏令時間，為UTC-6調快一小時，即UTC-5（CDT）。